# V.V.I.P
《V.V.I.P》是韓國男子團體BIGBANG成員勝利的首張迷你專輯。總共收錄了7首歌。主打歌是〈VVIP〉及〈어쩌라고 (WHAT CAN I DO)〉